# Trachycephalus mambaiensis
Espèce
Trachycephalus mambaiensis est une espèce d'amphibiens de la famille des Hylidae.

## Répartition
Cette espèce est endémique du Brésil. Elle se rencontre dans les États de Goiás et du Minas Gerais.

## Étymologie
Son nom d'espèce, composé de mambai et du suffixe latin -ensis, « qui vit dans, qui habite », lui a été donné en référence au lieu de sa découverte, la municipalité de Mambaí.

## Publication originale
- Cintra, Silva, Silva, Garcia & Zaher, 2009 : A new species of Trachycephalus (Amphibia, Anura, Hylidae) from the State of Goiás, Brazil. Zootaxa, no 1975, p. 58–68.